# 土屋陳直
土屋 陳直（つちや のぶなお）は、江戸時代中期の大名。常陸国土浦藩3代藩主。官位は従五位下・左京亮、但馬守。

## 略歴
元禄8年（1695年）12月11日、2代藩主・土屋政直の四男として生まれる。兄の昭直、定直が早世したため嫡子となり、宝永6年（1709年）に従五位下・左京亮に叙位・任官する。享保4年（1719年）5月28日、父が隠居したため家督を継いだ。6月9日に紅葉山三の丸火の番に任じられ、8月16日に大手御門番に任じられる。
享保8年（1723年）3月25日に奏者番に任じられる。享保11年（1726年）2月16日に西の丸大手御門番に任じられる。藩政では新田開発（森沖新田・下沼新田）や城下町の拡大などに尽力している。しかし、享保15年から翌年にかけて洪水により領内が大被害を受けたため、享保16年（1731年）12月には岩間領で強訴が起きている。
享保19年（1734年）1月16日に死去した。享年40。跡を次男の篤直が継いだ。

## 系譜
父母
- 土屋政直（父）
- 原易純の娘 ー 側室（母）

正室、継室
- 水野忠周の娘（正室）
- 水野忠周の娘（継室）

側室
- 佐藤長右衛門の娘

子女
- 土屋篤直（次男）生母は佐藤氏（側室）
- 戸田氏純（三男）
- 土屋以直
- 久米五郎
- 松平乗佑正室、生母は継室
- 松平忠刻正室、生母は継室